# Limnophila (Limnophila) martynovi
Limnophila (Limnophila) martynovi is een tweevleugelige uit de familie steltmuggen (Limoniidae). De soort komt voor in het Palearctisch gebied.